# Allium cyrilli
Allium cyrilli là một loài thực vật có hoa trong họ Amaryllidaceae. Loài này được Ten. mô tả khoa học đầu tiên năm 1827.

## Hình ảnh

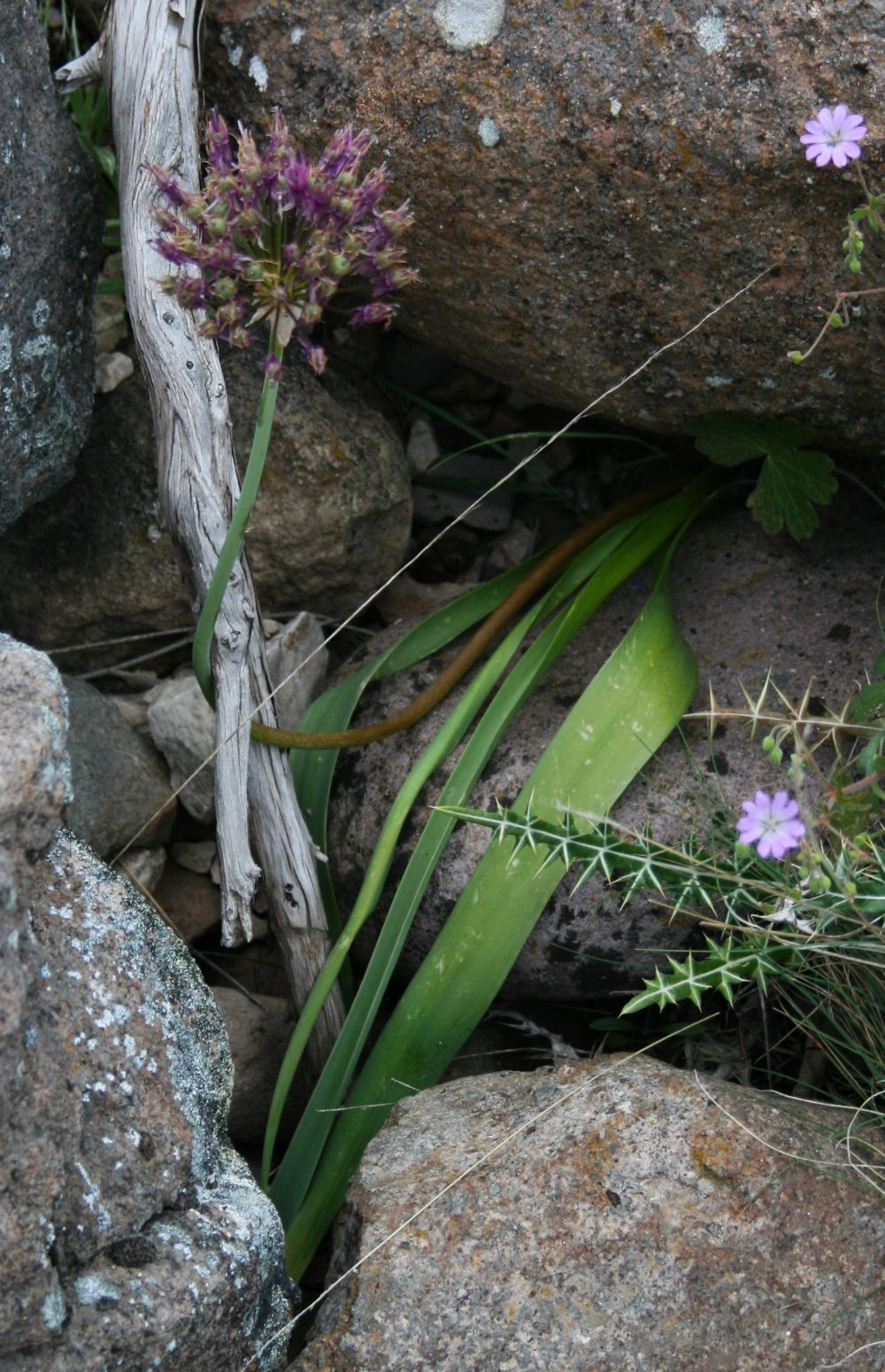